# Sastra hitripennis
Sastra hitripennis es una especie de insecto coleóptero de la familia Chrysomelidae. Fue descrita científicamente en 1891 por Jacoby.